# بشمي (تخت بندر عباس)
بشمي (بالفارسية: پشمی) هي قرية تقع في إيران في قسم تخت الريفي.